# Pello kyrkoby
Pello kyrkoby är en tätort och centralort i Pello kommun i landskapet Lappland i Finland. Orten ligger på Torneälvens östra strand, mitt emot den svenska orten med samma namn. Vägförbindelse till Sverige finns via en bro.
I Pello kyrkoby finns en vårdcentral och en kyrka.

## Befolkningsutveckling

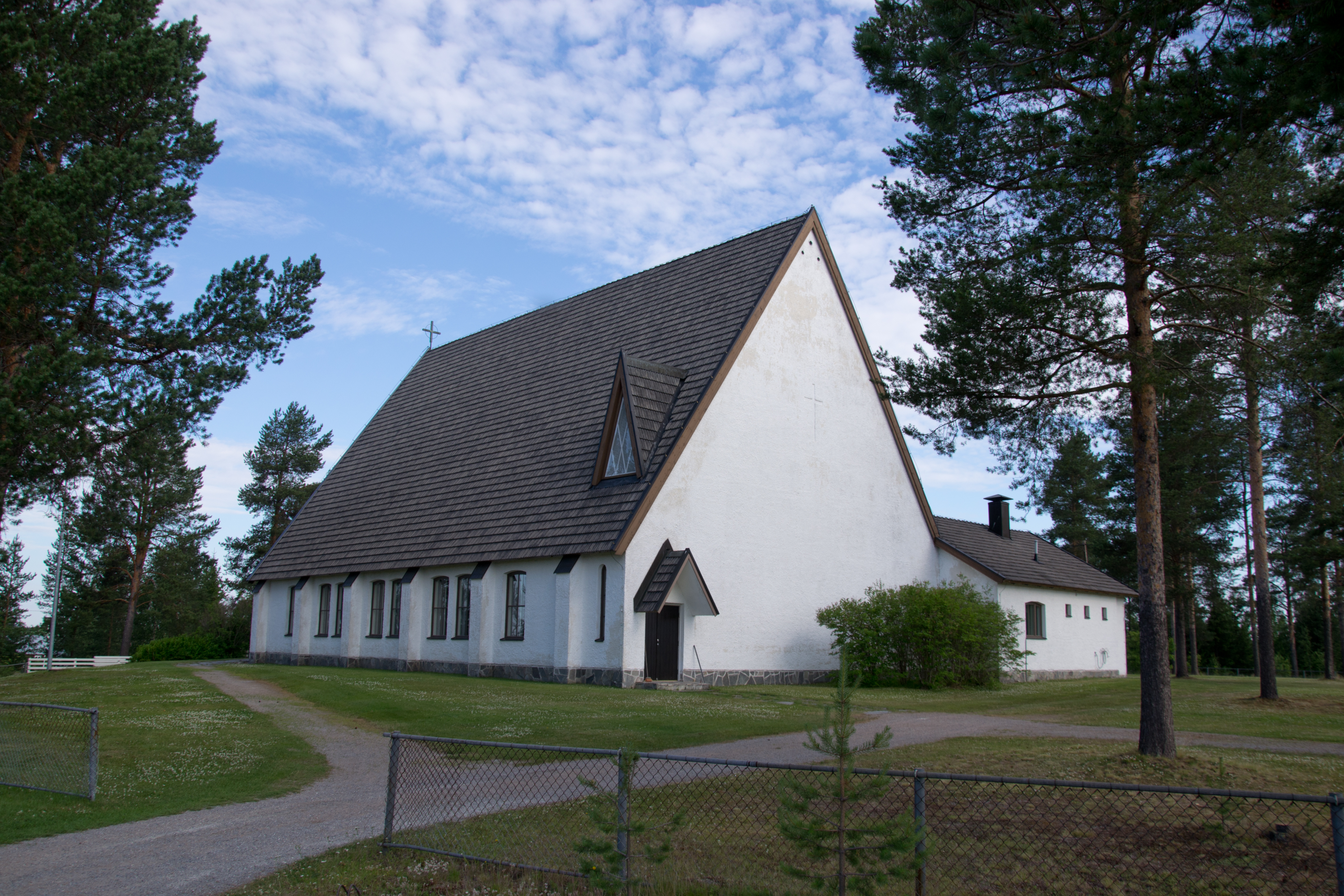
Pello kyrka, uppförd 1950-1953.

| Befolkningsutvecklingen i Pello kyrkoby 1960–2015 | Befolkningsutvecklingen i Pello kyrkoby 1960–2015 | Befolkningsutvecklingen i Pello kyrkoby 1960–2015 | Befolkningsutvecklingen i Pello kyrkoby 1960–2015 | Befolkningsutvecklingen i Pello kyrkoby 1960–2015 |
| ------------------------------------------------- | ------------------------------------------------- | ------------------------------------------------- | ------------------------------------------------- | ------------------------------------------------- |
|                                                   |                                                   |                                                   |                                                   |                                                   |
| År                                                |                                                   |                                                   | Folkmängd                                         | Landareal (km²)                                   |
| 1960                                              | 1960                                              |                                                   | 1 865                                             | 5,80                                              |
| 1970                                              | 1970                                              |                                                   | 1 960                                             | 5,80                                              |
| 1980                                              | 1980                                              |                                                   | 2 570                                             | 9,7                                               |
| 1990                                              | 1990                                              |                                                   | 2 846                                             | 7,69                                              |
| 1995                                              | 1995                                              |                                                   | 2 764                                             | 8,46                                              |
| 2000                                              | 2000                                              |                                                   | 2 482                                             | 8,44                                              |
| 2005                                              | 2005                                              |                                                   | 2 355                                             | 6,9                                               |
| 2010                                              | 2010                                              |                                                   | 2 025                                             | 6,58                                              |
| 2011                                              | 2011                                              |                                                   | 2 039                                             | 6,87                                              |
| 2012                                              | 2012                                              |                                                   | 1 990                                             | 6,87                                              |
| 2013                                              | 2013                                              |                                                   | 1 948                                             | 6,87                                              |
| 2014                                              | 2014                                              |                                                   | 1 937                                             | 6,87                                              |
| 2015                                              | 2015                                              |                                                   | 1 920                                             | 6,96                                              |
| Anm.: 1960-1980 benämnd endast Pello.             |                                                   |                                                   |                                                   |                                                   |